# Wedge Tomb von Drombohilly

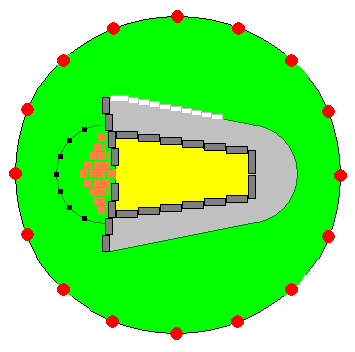
Prinzipskizze Wedge Tomb am Beispiel von Island

Das Wedge Tomb von Drombohilly liegt etwa 200 m südlich des Steinkreises von Drombohilly Upper und südlich des Weilers Tuosist, bei Kenmare im County Kerry in Irland. Am Nordhang des Knockbeg liegt, versteckt im Farnkraut, ein kleines nahezu komplett erhaltenes Wedge Tomb. 
Wedge Tombs (deutsch „Keilgrab“, früher auch wedge-shaped gallery grave genannt) sind doppelwandige, ganglose, mehrheitlich ungegliederte Megalithanlagen der späten Jungsteinzeit und der frühen Bronzezeit und neben Court Tombs, Portal Tombs und Passage Tombs typisch für die Westhälfte Irlands.
Der Deckstein bedeckt eine etwa 3,0 m lange, 1,5 m breite und 1,2 m hohe Galerie und ist noch von etwas Cairnmaterial, darunter mehrere feine Quarzstücke, bedeckt. Die nach vorne gezogene Türplatte verdrängte die beiden Steine, die den offenen Portikus bildeten.
Im Westen liegen der Gowlaun-See und der Menhir von Lehid.